# BMW v Formuli 2
Formula 2 ali F2, je bila serija formul, ki je bila razdeljena na 5 kategorij: Formula Nippon, Avstralska Formula 2 (AF2), Mehiška Formula 2 (Formula K), Britanska Formula 3000 (British Formula 2) in Evropska Formula 2. Leta 1985 jo je nadomestila novoustanovljena Formula 3000, ki se je l.1999 preimenovala v Auto GP World Series. Prvo dirko Evropske Formule 2 so organizirali 24. marca 1967 na dirkališču Snetterton Race Circuit v Angliji.
Evropska Formula 2:
- Sezona 1967:

Z dirkalnikom BMW-Lola T100 in švicarskim dirkačem Josephom Siffertom so zmagali na cestno gorski dirki St-Ursanne–Les Rangiers, ki pa ni štela za prvensvo Evropske Formule 2.
- Sezona 1969:

Nastopili so s starim dirkalnikom BMW F268/1 in nemškim dirkačem Hubertom Hahnom, ki je zmagal na dveh dirkah prvenstva. Na sredini sezone so predstavili nov dirkalnik BMW F269.
- Sezona 1970:

BMW je z dirkalnikom BMW F270 in motorjem M12 zmagal trikrat v prvenstvu Evropske Formule 2. Motor je bil štirivaljni vrstni, prostornine 1598 cm³ in močjo 240 KM pri 10.000 obratih. Tehtal je 115 kg. Dirkač Hubert Hahne je z dirkalnikom BMW F270/1 zmagal na dirkališču Hockenheimring 14. junija, belgijski dirkač Jacky Ickx je prav tako zmagal z dirkalnikom BMW F270/1 na letališki stezi v avstrijskem kraju Tulln-Langenlebarn ter avstrijski dirkač Dieter Quester, ki je z dirkalnikom BMW F270/2 zmagal še na zadnji dirki prvenstva 10. oktobra na dirkališču Hockenheimring. Dirke, ki niso štele za prvenstvo Evropske Formule 2, so zmagali Joseph Siffert z dirkalnikom BMW F270/2 na dirkališču Rouen-Les-Essarts, dirkač Dieter Quester z dirkalnikom BMW F270/2 na letališki stezi München-Neubiberg in nato še z dirkalnikom BMW F270/1 na dirki v Macau ter dirkač Jacky Ickx, ki pa je zmagal na dirkališču Salzburgring z dirkalnikom BMW F270/1.
- Sezona 1971:

Motor so posodili ekipi March-BMW in zmagali na španskem dirkališču Jarama z dirkačem Dieterjem Questerjem.
- Sezona 1973:

V tej sezoni so z ekipo March-BMW dvanajskrat zmagali v prvenstvu z dirkači Jean-Pierrom Jarierjem, Rogerjem Williamsonom, Vittoriom Brambillo in Jacquesom Coulonom. Francoz Jean-Pierre Jarier pa je postal svetovni prvak v Evropski Formuli 2.
- Sezona 1974:

BMW je posodil motorje ekipam March-BMW, Chevron-BMW, Elf-Alpine-BMW in GRD-BMW, ki so zmagali na vseh desetih dirkah prvenstva Evropske Formule 2. Svetovni prvak je postal francoz Patrick Depailler iz ekipe March-BMW.
- Sezona 1975:

Posodili so motorje ekipam Martini-BMW, March-BMW, Elf-Alpine-BMW, Elf-Jabouille-BMW, Osella-BMW in Chevron-BMW, ki so zmagale na vseh štirinajstih dirkah prvenstva. Svetovni prvak pa je postal francoz Jacques Laffite.
- Sezona 1976:

Motorje so posodili ekipam March-BMW, Chevron-BMW, Toj-BMW, Osella-BMW in Ralt-BMW. Zmagali so na dveh dirkah prvenstva.
- Sezona 1977:

Tudi to sezono so posodili svoje motorje ekipam Ralt-BMW, March-BMW in Chevron-BMW. Zmagali so na petih dirkah prvenstva Evropske Formule 2.
- Sezona 1978:

Motor je uporabljala le ekipa March-BMW in zmagala na devetih dirkah prvenstva. Svetovni prvak pa je postal italijanski dirkač Bruno Giacomelli.
- Sezona 1979:

V tej sezoni so motor posodili ekipam March-BMW, Chevron-BMW, Ralt-BMW in Osella-BMW. Zmagali so na devetih dirkah, svetovni prvak pa je postal švicar Marc Surer.
- Sezona 1980:

BMW je posodil motor ekipam March-BMW, Chevron-BMW, AGS-BMW, Minardi-BMW in Maurer-BMW. Zmagali so na šestih dirkah prvenstva.
- Sezona 1981:

Motorje so posodili ekipam March-BMW, Maurer-BMW, Minardi-BMW, AGS-BMW in Toleman-BMW. Zmagali so na šestih dirkah prvenstva.
- Sezona 1982:

V tej sezoni so posodili motorje ekipam March-BMW, Maurer-BMW, AGS-BMW, Minardi-BMW, Toleman-BMW in Merzario-March-BMW. Zmagali so na destih dirkah prvenstva, svetovni prvak pa je postal Corrado Fabi.
- Sezona 1983:

Motorje so posodili ekipam March-BMW, AGS-BMW, Minardi-BMW, Maurer-BMW, Spirit-BMW, Lola-BMW in Martini-BMW. Zmagali so na petih tekmah prvenstva.
- Sezona 1984:

Tudi v tej sezoni so motorje posodili ekipam March-BMW, Minardi-BMW, Martini-BMW in AGS-BMW. Zmagali so na dveh dirkah prvenstva.